# För kung och fosterland (EP)
För kung och fosterland är det svenska punkbandets Asta Kasks första EP. Den släpptes i 500 exemplar i första upplagan med det svarta originalomslaget. 1993 släppte Rosa Honung en andra utgåva då med rosa omslag.

## Låtar
1. Mänsklig existens
2. Ringhals brinner
3. Hjärndöd
4. PS. 474